# Maximian

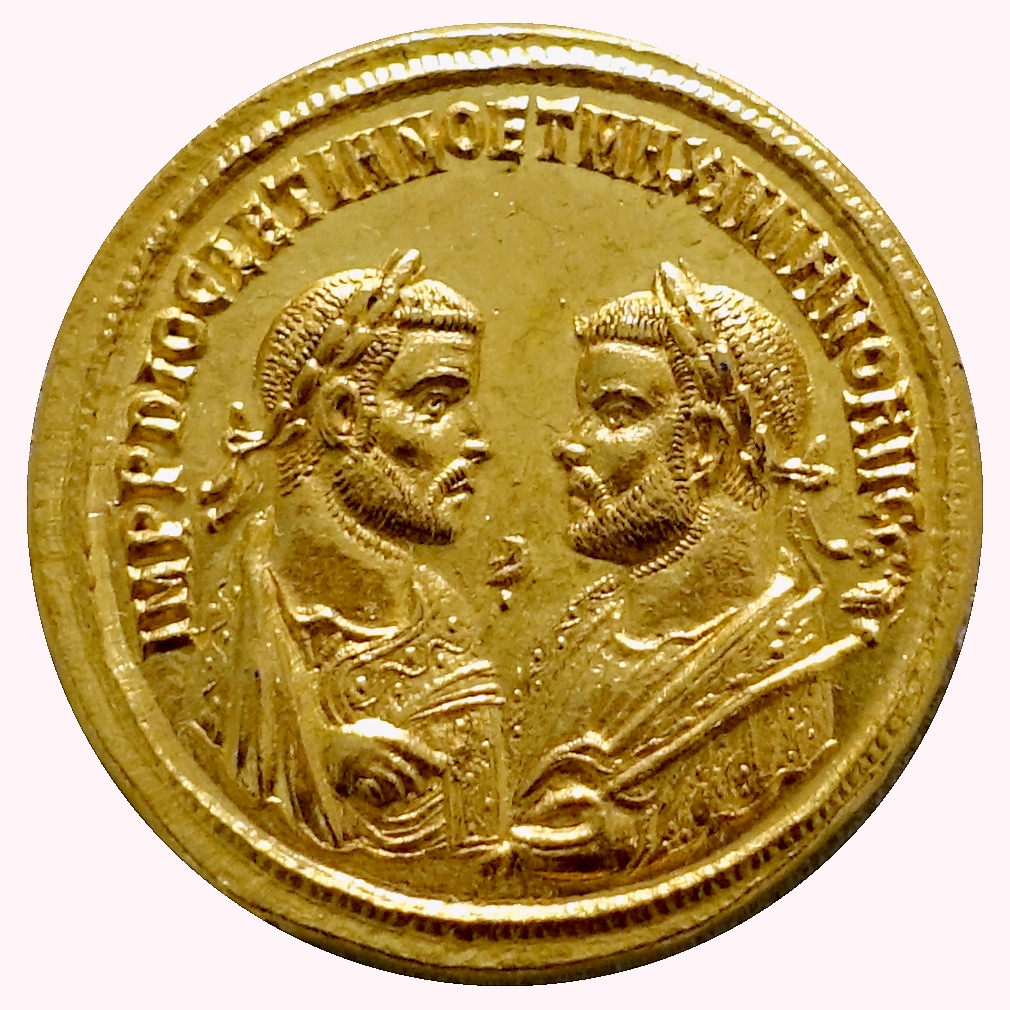
Diokletian und Maximian auf einem Aureus

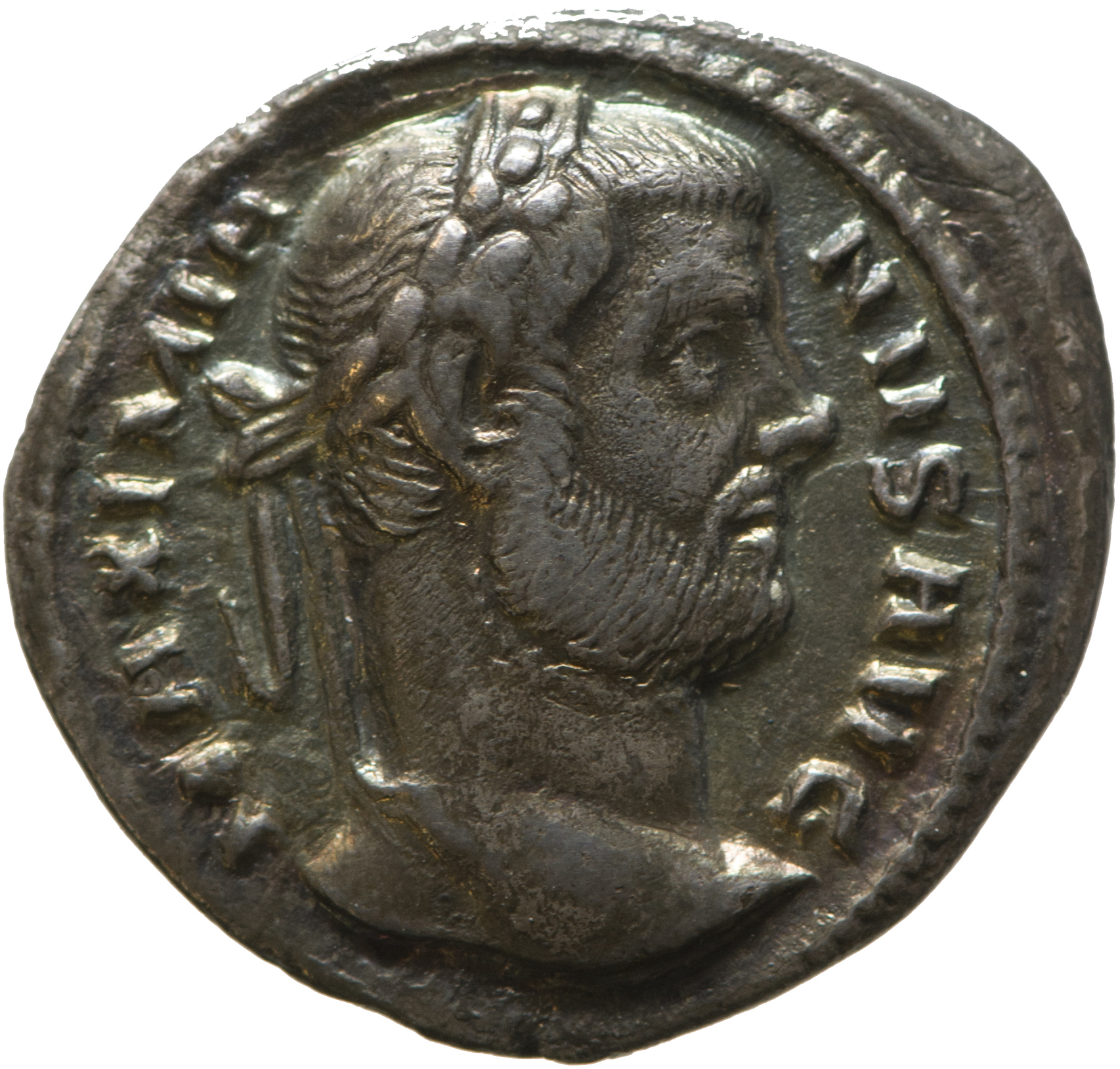
Münzporträt Maximians

Marcus Aurelius Valerius Maximianus (genannt Herculius; * um 240 bei Sirmium, heute Sremska Mitrovica, in Pannonien; † 310 in Gallien) war vom 1. März 286 bis zum 1. Mai 305 zusammen mit Diokletian Kaiser des Römischen Reichs.

## Leben
Maximian stammte aus einer armen Familie und war offenbar ungebildet. Er war verheiratet mit Eutropia, die vermutlich aus ihrer ersten Ehe mit Afranius Hannibalianus, dem Konsul des Jahres 292, die Tochter Flavia Maximiana Theodora hatte. Maximian machte bis 285 Karriere in der Armee, als der neue Kaiser Diokletian, mit dem er bereits vorher bekannt war, ihn zum Caesar (Unterkaiser) machte. Diokletian übernahm die Herrschaft im Osten und wies Maximian die Regierung des Westteils zu. Dabei zeigte sich Maximian den Erwartungen durchaus gewachsen und führte in der Folgezeit Feldzüge in Gallien und in Africa durch. 286 wurde Maximian von Diokletian zum Augustus (Mitkaiser) erhoben, wenngleich Diokletian eine Vorrangstellung zukam. Im Jahr 293, als Diokletian die Tetrarchie einführte, wurde Maximians Schwiegersohn Constantius Chlorus, der Ehemann seiner Stieftochter Flavia Maximiana Theodora, sein Caesar.
Maximianus Herculius identifizierte sich sehr mit Hercules und ließ Münzen mit Rückseitenmotiven prägen, die auf die Taten des Hercules verwiesen. Ein vor der Münzreform des Diokletianus geprägter Antoninian zeigt Hercules im Garten der Hesperiden, neben einem Apfelbaum, um den sich eine Schlange windet. Auf anderen Münzen zeigt die Vorderseitenumschrift HERCVLI INVICTO AVGG, dass Maximianus die Unbesiegbarkeit des Hercules auch sich und seinem Mitkaiser Diokletianus zuschrieb. Auf einer weiteren Münze, die Hercules, den Nemeischen Löwen erwürgend zeigt, soll offensichtlich eine Assoziation mit den Kräften des Maximianus hervorgerufen werden, weil die Umschrift VIRTVTI AVGG, die Tapferkeit der Kaiser betont.
Maximian konnte einige militärische Erfolge erzielen: Gegen die Alamannen und Burgunden am Rhein und am Limes und gegen die Karpen nördlich von Niedermösien an der Donaugrenze ging er erfolgreich vor. Im Rheingebiet unterwarf sich auch der fränkische Kleinkönig Gennobaudes 288/89 den Römern, nachdem Maximian mehrmals den Rhein überschritten hatte. Carausius, der in Britannien rebellierte und sich selbst zum Kaiser erklärte, wurde von Constantius besiegt.
Am 1. Mai 305 traten Diokletian und Maximian geschlossen von ihrem Ämtern zurück. Maximian war einigen Quellen zufolge von Diokletian dazu gedrängt worden, doch sind die genauen Hintergründe unklar. Womöglich hat Diokletian nur ein zeitlich begrenztes Kaisertum vorgeschwebt; zumindest war der Rücktritt offenbar von ihm systematisch vorbereitet worden, um die Ordnung der Tetrarchie sicherzustellen. Galerius und Constantius Chlorus wurden neue Kaiser (Augusti), Severus und Maximinus Daia neue Caesaren.
Als Constantius im Folgejahr unerwartet starb, griff Maximian wieder in die Reichspolitik ein: Sein Sohn Maxentius nahm in Rom den Kaisertitel im Westen an und Maximian ernannte sich selbst im Februar 307 erneut zum Augustus. Maximian löste die Konflikte rund um seine Regierung, indem er Severus’ und Galerius’ Truppen für sich vereinnahmte und Constantius’ Sohn Konstantin an seine Seite brachte und mit seiner Tochter Fausta vermählte.
Auf der Kaiserkonferenz von Carnuntum 308 wurde Maximian von Diokletian jedoch wieder zur Abdankung gezwungen und floh, nachdem er sich mit Maxentius überworfen hatte, zu seinem Schwiegersohn Konstantin nach Gallien. 310 erklärte er sich dort erneut zum Kaiser, war aber nicht mehr in der Lage, sich gegen Konstantin zu behaupten. Er wurde von seinen eigenen Soldaten an Konstantin ausgeliefert, der ihn schließlich in Marseille zum Selbstmord zwang.